# Юнгай (провинция)
Юнгай (исп. Provincia de Yungay, кечуа Yunkay pruwinsya) — одна из 20 провинций перуанского региона Анкаш. Площадь составляет 1 361,48 км². Население по данным на 2005 год — 54 963 человек. Плотность населения — 40,4 чел/км². Столица — одноимённый город.

## География
Расположена в центральной части региона. Граничит с провинциями: Уайлас (на севере и северо-западе), Марискал-Лусуриага (на северо-востоке), Карлос-Фермин-Фицкарральд (на востоке), Асунсьон (на юго-востоке), Каруас (на юге) и Уарас (на юго-западе).

## История
Провинция была образована 28 октября 1904 года.

## Административное деление
В административном отношении делится на 8 районов:
- Юнгай
- Каскапара
- Манкос
- Матакото
- Кильо
- Ранраирка
- Суплуй
- Янама